# Veldhoven en Meerveldhoven

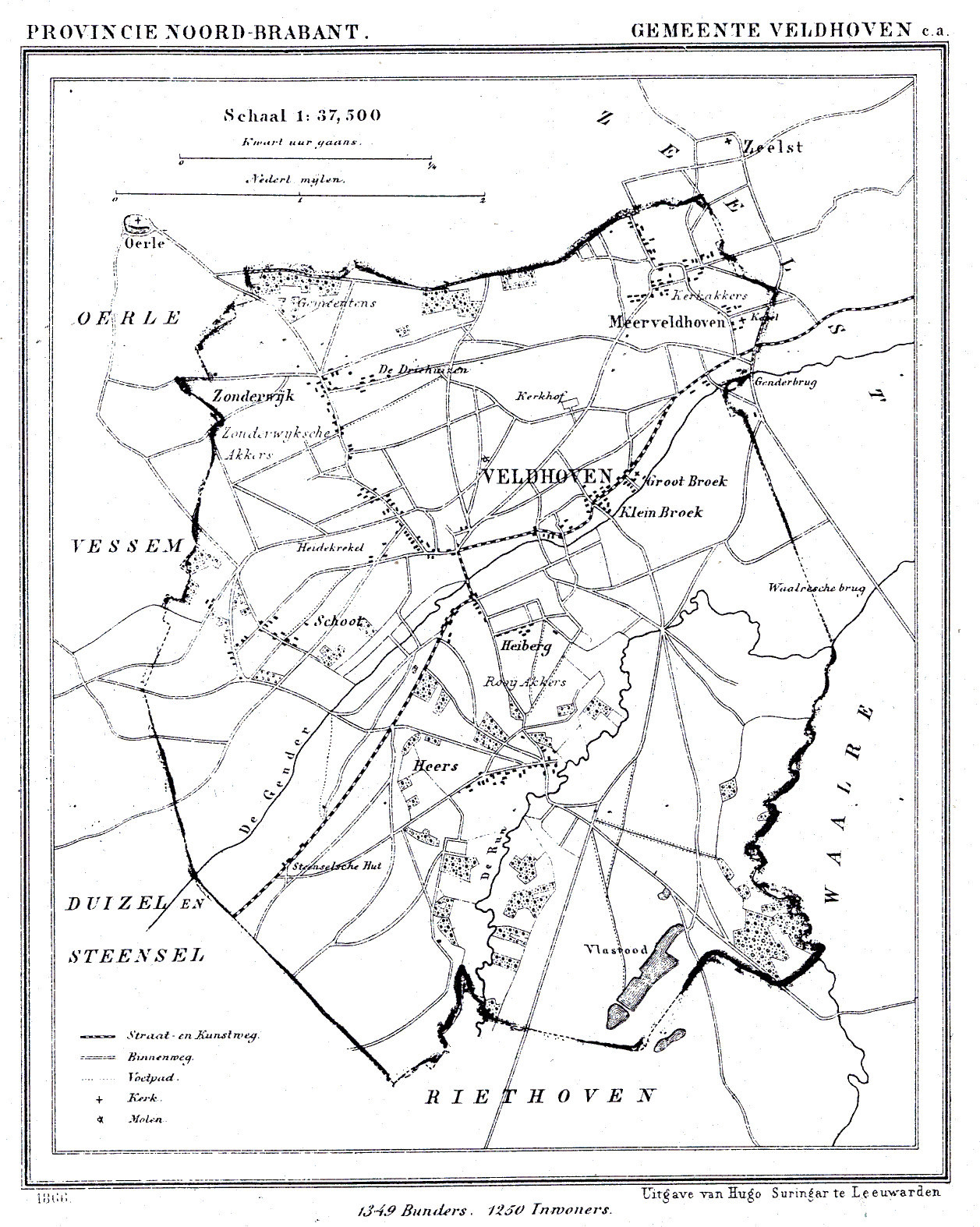
De gemeente Veldhoven en Meerveldhoven in 1866

Veldhoven en Meerveldhoven is een voormalige gemeente in Noord-Brabant.
Deze gemeente, ook wel genoemd Veldhoven c.a. (cum annexis), werd op 1 januari 1811 opgericht en bevatte toen de dorpen Veldhoven en Meerveldhoven.
Op 1 mei 1921 werd de gemeente Veldhoven en Meerveldhoven gefuseerd met Oerle en Zeelst tot de nieuwe gemeente Veldhoven.